# 鳥取県道232号八日市釜口線
鳥取県道232号八日市釜口線（とっとりけんどう232ごう ようかいちかまぐちせん）は、鳥取県鳥取市を通る一般県道である。

## 概要
鳥取市河原町八日市から鳥取市河原町釜口に至る

### 路線データ
- 起点：鳥取県鳥取市河原町八日市（鳥取県道195号鷹狩渡一木線交点）
- 終点：鳥取県鳥取市河原町釜口（国道53号交点）
- 総延長：0.6 km

## 路線状況

### 道路施設

#### 橋梁
- 八日市橋（千代川、鳥取市）

## 地理

### 通過する自治体
- 鳥取県
  - 鳥取市

### 交差する道路
| 交差する道路              | 交差する場所 | 交差する場所 |
| ------------------------- | ------------ | ------------ |
| 鳥取県道195号鷹狩渡一木線 | 河原町八日市 | 起点         |
| 国道53号 国道373号 重複   | 河原町釜口   | 終点         |

### 沿線
- 千代川
- JR西日本因美線 国英駅（終点付近）